# Koodali
Koodali es una ciudad censal situada en el distrito de Kannur en el estado de Kerala (India). Su población es de 15235 habitantes (2011). Se encuentra a 14 km de Kannur y a 89 km de Kozhikode.

## Demografía
Según el censo de 2011 la población de Koodali era de 15236 habitantes, de los cuales 7074 eran hombres y 8162 eran mujeres. Koodali tiene una tasa media de alfabetización del 95,85%, superior a la media estatal del 94%: la alfabetización masculina es del 97,64%, y la alfabetización femenina del 94,34%.